# Дигитални елевациони модел
Дигитални елевациони модел (ДЕМ) је дигитална представа површинске топографије, односно површи терена. Такође је нашироко познат као дигитални модел рељефа (ДМР). ДЕМ може бити растер (мрежа квадрата) или неправилна триангулациона мрежа. Дигитални елевациони модел се обично израђује техникама даљинске детекције, мада, ипак, може бити направљен коришћењем теренског истраживања. Овакве представе Земљине површи се обично користе у географским информационим системима и представљају најједноставније основе за дигитално произведене рељефне карте. 

## Израда
Дигитални елевациони модели могу се израдити бројним методама, али међу њима преовлађују методе даљинске детекције, пре него методе директног истраживања. Једна од бољих техника за израду дигиталног елевационог модела је интерферометријски радар са синтетичком апертуром. Два снимања сателитом који носи радарски систем (као што је Радарсат-1) довољна су за генерисање дигиталне елевационе карте, која обухвата простор од око 10 km², са резолуцијом око 10 m. Овако генерисан ДЕМ садржи и реалну слику тог дела Земљине површи.
Још једна добра техника за израду дигиталног елевационог модела је примена синтетичких стереопарова. Она захтева две слике истог подручја снимљеног из два различита угла, приликом истог проласка авиона или сателита за осматрање Земље (ЕРОС). Овакве уређаје, са могућношћу стерео-снимања, има сателит СПОТ-5, и они имају могућност панхроматског снимања са резолуцијом 5 m.
Старије методе израде дигиталних елевационих модела укључују интерполацију дигиталних контурних карата, произведених директним истраживањима површи терена. Ова метода се и даље користи у планинским подручјима, где метода интерферометрије не даје задовољавајуће резултате. Важно је напоменути да контурне линије (изохипсе) или на било који други начин добијени подаци о висинама (ГПС-ом или терестричким истраживањима) нису дигитални елевациони модели, али могу бити посматрани као дигитални модели терена. Концепт дигиталног елевационог модела захтева могућност континуираног добијања података о висини било које локације на проучаваном подручју. 
Квалитет дигиталног елевационог модела је мера тачности висине сваког пиксела (апсолутне тачности) и тачности морфолошке представе терена (релативна тачност). Неколико фактора има важну улогу за квалитет дигиталног елевационог модела:
- откривеност терена;
- густина мерења (метод прикупљања података о висини);
- резолуција мреже (грида) или величина пиксела;
- алгоритам интерполације;
- вертикална резолуција;
- алгоритам анализе терена.